# Thomas Nixon Carver
Thomas Nixon Carver, född 25 mars 1865 och död 8 mars 1961, var en amerikansk nationalekonom.
Carver var professor vid Harvarduniversitetet från 1902 med undantag för åren 1913-1915, då han var anställd vid USA:s jordbruksdepartement. Carver gjorde sig ursprungligen känd som abstrakt teoretiker och gjorde med utgångspunkt från gränsnytteteorin värdefulla insatser inom kapital- och fördelningsläran. I sina senare arbeten har Carver framför allt sysslat med social-etiska problem. Han undersöker betingelserna för nationens välfärd och bekänner sig optimistisk liberalism. Mot socialismen har Carver riktat energiska angrepp. Hans viktigaste arbeten är The distribution of wealth (1904), Principles of politikal economy (1911), Govermen control of the liquor busniess (1919), War thrift (1919), Principles of political economy (1919), Principles of national economy (1921), The economy of human energy (1924), Present economic revolution in the United states (1925), Principles of rural sociology (1927, tillsammans med G. A. Lundquist) och This economic world (1928).